# 凡湖水怪
凡湖怪物 是生存于土耳其凡湖的一种湖怪，一般描述水怪身长在15至20米左右，尾部向上弯曲，有的时候会像鲸鱼那样向上喷水以提高身体到水面以上。凡湖怪物最早的记录可追溯至1995年11月2日《每日电讯报》的报道。1997年，一位凡城大学的本地助教乌纳尔·哥萨克（Unal Kozak）成功拍到水怪的录象。 但是争议仍然持续，鲸类动物论支持者认为这是一种鲸类，反对者质疑说该水怪体形不似鲸鱼。持其他观点者则认为这是一种被认为已经灭绝的数千万年前的海洋哺乳动物。然而，哪一方都没有确凿的证据以证明其观点。

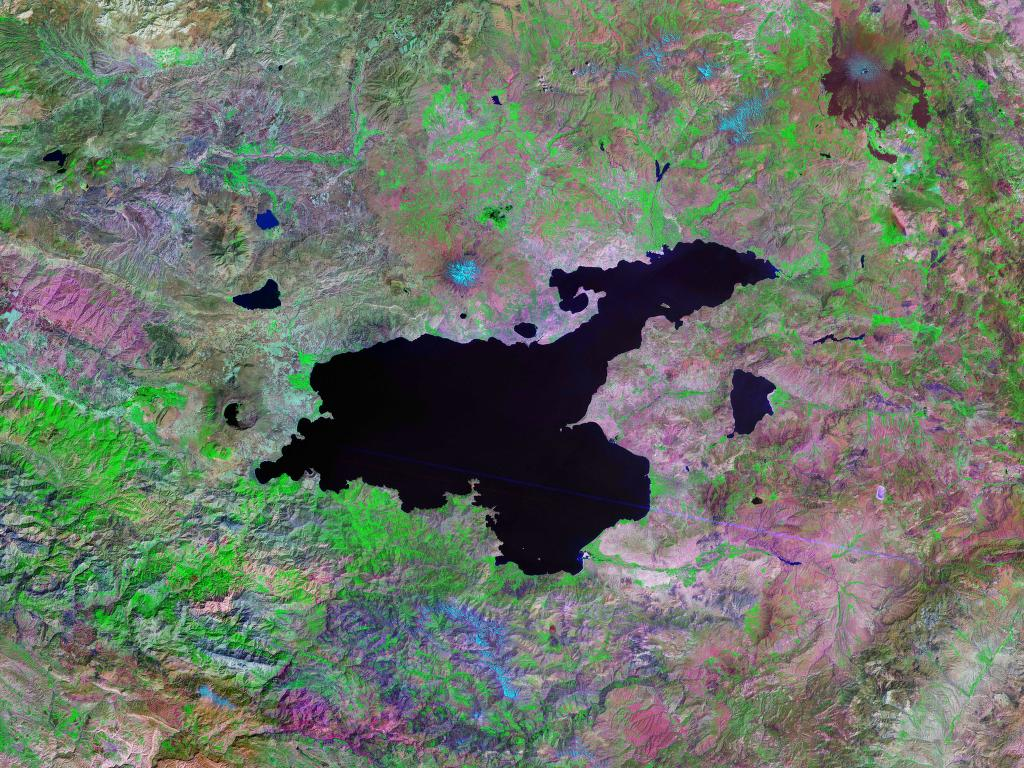
凡湖